# Ágnes Keletiová
Agnes Keletiová, rodným jménem Ágnes Kleinová, (9. ledna 1921 Budapešť – 2. ledna 2025 Budapešť) byla maďarsko-izraelská sportovní gymnastka. Byla pětinásobnou olympijskou vítězkou, zlaté medaile získala na olympiádě v Helsinkách roku 1952 (prostná) a v Melbourne 1956 (kladina, bradla, prostná jednotlivkyň a družstva). Byla též držitelkou stříbrné medaile z olympijských her 1952 a 1956 (víceboj jednotlivkyň), 1956 (družstva) a bronzové z olympijských her 1952 (bradla, prostná družstev). Roku 1954 se stala mistryní světa (bradla).

## Život
Vyrostla v židovské rodině. Otec a další příbuzní zahynuli v Osvětimi. Její matku zachránil asistent švédského diplomata Raoula Wallenberga, který jí poskytl doklady umožňující jí opustit Maďarsko. Po válce se do Maďarska vrátila i s dcerou. Ta byla talentovanou gymnastkou již za války, ale tehdy olympijské hry neprobíhaly. První poválečné se konaly roku 1948 v Londýně, ale těsně před nimi se Ágnes Keletiová zranila a na olympiádu nemohla, ačkoliv se s maďarským týmem zúčastnila kvalifikace. Další olympiáda se konala v Helsinkách roku 1952. To jí bylo již 31 let, což je v gymnastice dosti vysoký věk. Přesto jela a vybojovala své první zlato. K překvapení mnohých její výkonnost s věkem neklesala. Potvrdila to ziskem titulu mistra světa roku 1954. Na olympiádu do Melbourne tedy jela, byť jí bylo již 36 let. Keletiová však byla ve vrcholné formě. Sesbírala čtyři zlaté a stala se legendou svého sportu. V době olympiády však do Maďarska vpadla sovětská vojska, aby zhatila Maďarské povstání. Keletiová se rozhodla do vlasti se nevrátit. Vzhledem ke svému židovskému původu se rozhodla pro emigraci do Izraele. Zde pracovala jako trenérka izraelského gymnastického týmu.
Je nejúspěšnější židovskou sportovkyní na olympijských hrách všech dob (mezi muži je to plavec Mark Spitz). V roce 2002 byla uvedena do Mezinárodní gymnastické síně slávy.
Od roku 2015 žila opět v Maďarsku. Zemřela 2. ledna 2025 ve věku 103 let v Budapešti v Maďarsku, týden před svými 104. narozeninami.